# I wojna z Powatanami
I wojna z Powatanami – pierwszy konflikt pomiędzy Anglikami a federacją Indian Powatanów w 1609, która wzięła swą nazwę od imienia ich wodza Powatana.
Anglicy, którzy zaczęli przybywać do kolonii w pierwszych latach XVII wieku, przypadkowo osiedlili się w samym centrum (Jamestown) ziem Powatanów, które obejmowało Wirginię. Początkowo Indianie tolerowali osadników, nie znając ich intencji. Gdy jednak stało się jasne, że Anglicy przybyli, by pozostać, nastawienie ich zaczęło się zmieniać. Inną przyczyną początkowego tolerowania osadników były względy handlowe. Indianie prowadzili z białymi intensywny handel, wymieniając żywność, której byli producentami, na narzędzia – siekiery i noże oraz broń palną. Kolonia w Jamestown, choć nieliczna (populacja jej wynosiła niewiele ponad 100 osób), była bardzo prężna. Prowadzona silną ręką przez Johna Smitha rozpoczęła ekspansję, szukając sojuszników także wśród plemion indiańskich niezadowolonych z hegemonii Powatanów. Znaleźli ich w plemieniu Potomaków. Nawiązali z nimi korzystne układy handlowe, uniezależniając się tym samym od coraz trudniejszego w kontaktach Powatana. On sam postanowił przejść do bardziej zdecydowanych działań. Jego wojownicy dokonali kilku rajdów na osiedla kolonistów, zabijając pewną ich liczbę. Koloniści także zaczęli dawać się we znaki Indianom. Plądrowali peryferyjne wioski indiańskie, kradnąc zapasy żywności i zabijając ich mieszkańców. 
Anglikom z pomocą przybyli ich nowi sojusznicy. Podstępem udało im się porwać córkę wodza, Pocahontas, którą następnie odsprzedali Anglikom. Mając ją w ręku koloniści przystąpili do negocjacji. Sytuację zmieniło małżeństwo Pocahontas z kolonistą Johnem Rolfe'em. Zdołano zawrzeć pokój, który przetrwał aż do śmierci Pocahontas.